# スモーガスボード

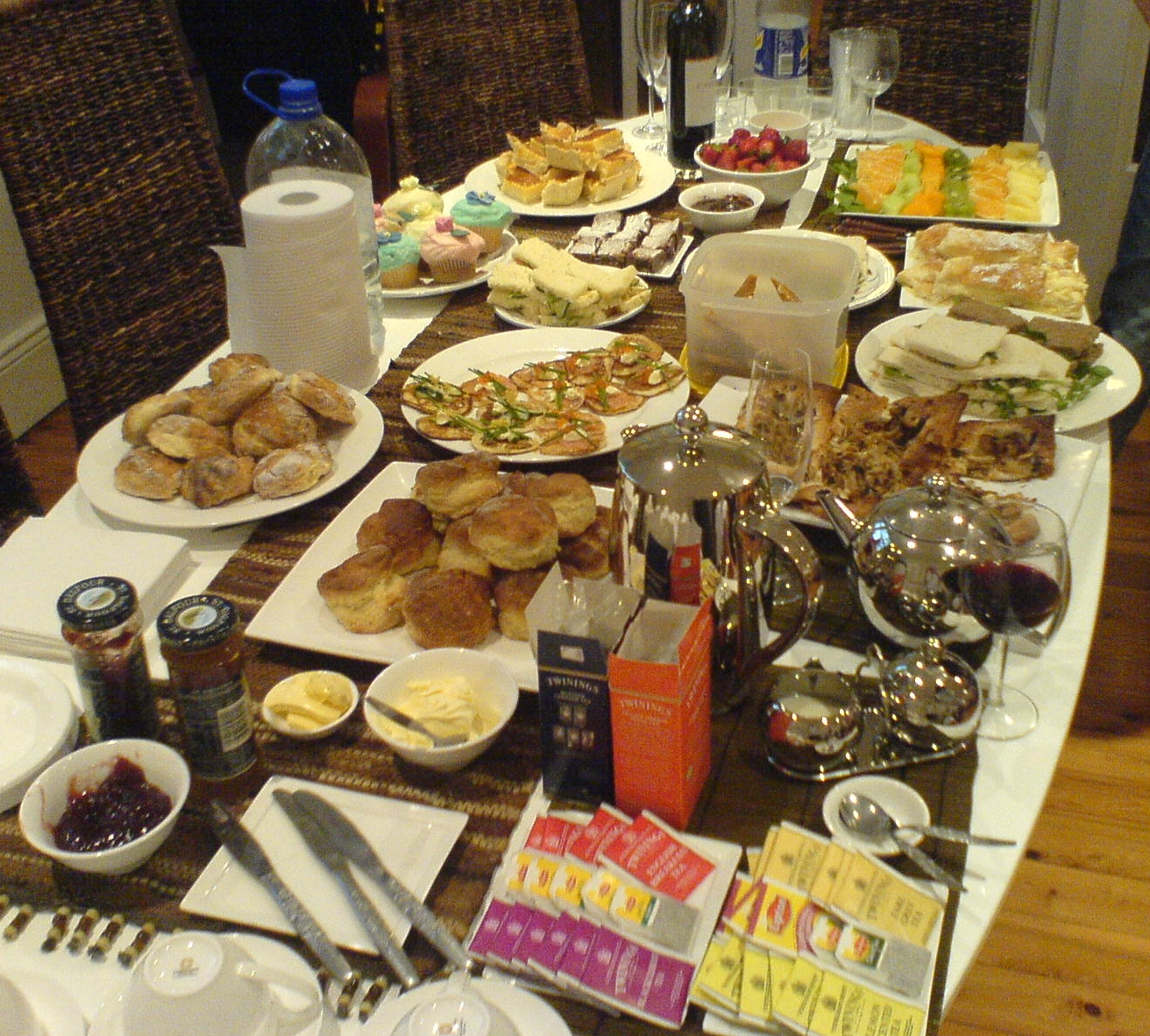
スモーガスボード、スウェーデンのビュッフェ

スモーガスボード（スウェーデン語: smörgåsbord、スウェーデン語発音: [ˈsmœ̞rɡɔsˌbuːɖ]）は、様々な料理を一つのテーブルに並べてで提供するスウェーデン起源のスカンジナヴィア料理である。
海の幸、山の幸を取り揃えている豪華なものであり、日本で盛んなビュッフェ形式の原型にあたる。
スウェーデン以外の国では、ノルウェー語: koldtbord、デンマーク語: det kolde bord、アイスランド語: hlaðborð、フィンランド語: seisova pöytä、エストニア語: rootsi laud、ラトビア語: aukstais galds、リトアニア語: švediškas stalas、クロアチア語: švedski stol、ドイツ語: kaltes Buffet、ポーランド語: szwedzki stółと呼ばれる。

## 概要
「スモーガス」は「パンとバター」の意で、「ボード」は「テーブル」の意である。オープンサンドをそれぞれで作って食べることが由来であるが、17世紀中ごろからは温製料理も提供されるようになり、現在のスタイルになった。
パーティーなどの宴席によく用いられ、客は並べられた皿から各自の好みで料理を取り分ける。スモーガスボードは、1939年のニューヨーク万国博覧会のスウェーデンパビリオン内の「スリークラウンズ・レストラン」で提供されてから国際的に知られるようになった。
スウェーデンではレストランだけではなく、家庭においてお祝いをするときなどもテーブルに料理を数多く並べてスモーガスボード形式を行うこともある。
クリスマス期間のスモーガスボードは特別な物となり、ユールボードと呼ばれる。

## 代表的なメニュー

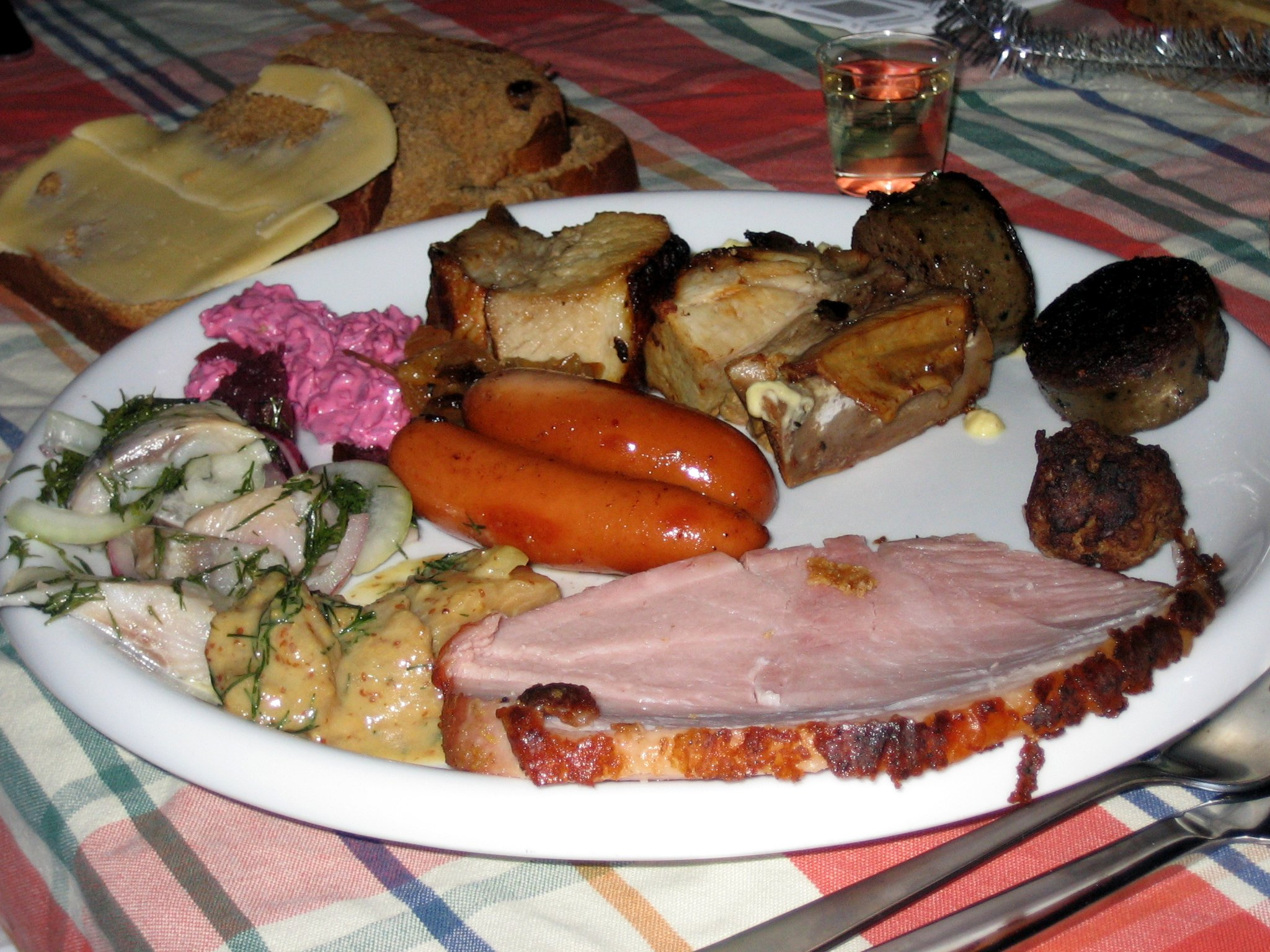
スモーガスボードの客が取り分けた皿

| スウェーデンの客船Gustavsberg VII号上での1990年のクリスマス |  | スウェーデンの客船Gustavsberg VII号上での1990年のクリスマス |
| スウェーデンの客船Gustavsberg VII号上での1990年のクリスマス |  |                                                             |

- ハーリング
- グラブラックス
- ハム
- ソーセージ
- ミートボール
- クロップカーカ
- ロールキャベツ
- ピーテパルト
- スープ
- シチュー
- パイ
- キャセロール
- パンケーキ
- オストカーカ
- セムラ
- プリンセスケーキ など

## 様式（マナー）
- 料理を取ってくるのに使用した皿の数が多いほうが良いとされる[3]。
- 料理ごとに皿は交換し、使いまわしはしない[6]。
- 皿は個人で使用し、取ってきた料理を2人以上でシェアしない[6]。
- 皿に山盛りで取ってこない[7]。
- 取ってきた料理を大量に残さない[7]。
- 厳密ではないが、食べる順序（料理を取ってくる順序）が定められている。以下は一例[3][6][8]で、フルコースと同一。
  1. 前菜
  2. 冷たい魚介類
  3. 冷たい肉料理
  4. サラダ
  5. 温かい料理
  6. デザート